# Sainte-Valière
Sainte-Valière település Franciaországban, Aude megyében. Lakosainak száma 524 fő (2022. január 1.). Sainte-Valière Bize-Minervois, Ginestas, Mailhac, Paraza, Pouzols-Minervois és Ventenac-en-Minervois községekkel határos.

## Népesség
A település népessége az elmúlt években az alábbi módon változott:
| Lakosok száma | 377  | 324  | 392  | 535  | 565  | 577  | 563  | 537  | 536  | 524  |
|               | 1968 | 1982 | 1990 | 2006 | 2013 | 2015 | 2017 | 2019 | 2020 | 2022 |